# 靴に恋する人魚
靴に恋する人魚（くつにこいするにんぎょ、原題：人魚朵朵）は2005年製作の台湾映画。ビビアン・スー主演。
アンディ・ラウが発足した若手映画監督支援プロジェクト「FFC（Focus: First Cuts　亜洲新星導／アジア新星流）」第一弾作品。
2005年、第18回東京国際映画祭「アジアの風」部門、台湾映画特集“台湾：電影ルネッサンス”に参加。2006年台湾・日本一般公開。

## キャスト
- ドド（朵朵） ･･･  ビビアン・スー（徐若瑄）
- 歯科医スマイリー（維孝）  ･･･  ダンカン・チョウ（周群達）
- 靴屋 = 魔女  ･･･  タン・ナ（堂娜）
- ビッグ･キャット（大猫）  ･･･  ラン・ウェンピン（阮文萍）
- ジャック  ･･･  チュウ・ユェシン（朱約信）

## 受賞歴
- 第42回台湾金馬奨 最優秀美術デザイン賞（2005年）　-　ワン・イーフェイ（王逸飛）